# (72641) 2001 FT37
(72641) 2001 FT37 – planetoida z pasa głównego asteroid okrążająca Słońce w ciągu 4,05 lat w średniej odległości 2,54 j.a. Odkryta 18 marca 2001 roku.